# The Recruit
The Recruit (bra: O Novato; prt: O Recruta) é um filme americano de 2003 dos gêneros ação e espionagem, dirigido por Roger Donaldson.

## Sinopse
O maior sonho de James Clayton (Colin Farrell) é ser um agente da CIA. Ao ser testado, mostra-se o mais promissor recruta, se destacando tanto pelo seu comportamento quanto por sua inteligência. Logo passa a receber o auxílio de Walter Burke (Al Pacino), um agente veterano, instrutor de novos recrutas, que passa a acompanhar seu treinamento e lhe dar dicas para subir cada vez mais rápido no mundo secreto da CIA. A regra Nº 1 não seja pego, o treinamento se dão baseado nessa regra.

## Elenco
- Al Pacino.... Walter Burke
- Colin Farrell.... James Clayton
- Bridget Moynahan.... Layla Moore
- Gabriel Macht.... Zack
- Mike Realba.... Ronnie
- Karl Pruner.... Dennis Slayne
- Ron Lea.... Dell Rep
- Richard Fitzpatrick.... Rob Stevens
- Chris Owens.... Art Wallis
- Domenico Fiore.... instrutor